# Cappelle-la-Grande
Cappelle-la-Grande är en kommun i departementet Nord i regionen Hauts-de-France i norra Frankrike. Kommunen ligger i kantonen Dunkerque-Ouest som tillhör arrondissementet Dunkerque. År 2022 hade Cappelle-la-Grande 7 865 invånare.

## Befolkningsutveckling
Antalet invånare i kommunen Cappelle-la-Grande
| Referens: INSEE |